# 야노 하야토
야노 하야토(일본어: 矢野 隼人, 1980년 10월 29일 ~ )는 일본의 전 축구 선수이다.

## 구단 경력
과거 도쿄 베르디, 방포레 고후에서 활동하였다.